# Charlotte Burton
Charlotte Burton (30 de mayo de 1881 – 28 de marzo de 1942) fue una actriz cinematográfica estadounidense de la época del cine mudo. 

## Biografía
En 1912 firmó para la compañía teatral American Company, para la cual trabajó varios años. Posteriormente se unió a la productora cinematográfica Essanay Studios, a la que demandó en 1919 por un valor de 25.000 dólares por incumplimiento de contrato. El motivo era que debía actuar principalmente en filmes dramáticos, cuando en la realidad casi todo su trabajo tuvo lugar en comedias.
En 1917 Charlotte se casó con William Russell en Santa Ana (California), a quien había conocido en el rodaje de The Diamond From The Sky, para los American Santa Barbara Studios. En el momento de su boda ya había abandonado Essanay y estaba contratada por Liberty. Más adelante volvió a casarse, en esta ocasión con Darrell Stuart.
Charlotte Burton Stuart falleció en Los Ángeles, California, en 1942 a causa de un infarto agudo de miocardio. Tenía 60 años. Su esposo, Darrell Stuart, le sobrevivió. 

## Filmografía
| - It Happened Thus .... La hija mayor - Calamity Anne's Inheritance - The Awakening - Rose of San Juan - Calamity Anne's Vanity - The Greater Love - Calamity Anne's Beauty - Woman's Honor - The Road to Ruin - Her Big Story - The Oath of Pierre - Quicksands (1913) - Truth in the Wilderness (1913) - For the Flag (1913) - While There's Life (1913) - For the Crown (1913) - Through the Neighbor's Window (1913) - Calamity Anne, Heroine (1913) - The Flirt and the Bandit (1913) - Mrs. Carter's Campaign (1913) - The Girl and the Greaser (1913) - The Tale of the Ticker (1913) - Trapped in a Forest Fire (1913) - The Shriner's Daughter (1913) - In the Firelight (1913) - Her Younger Sister - Destinies Fulfilled - The Power of Light - Unto the Weak - At the Potter's Wheel - A Blowout at Santa Banana - The Hermit - The Cricket on the Hearth - The Call of the Traumerei - The Town of Nazareth - The Certainty of Man - The Last Supper - The Widow's Investment - David Gray's Estate - In the Moonlight - Calamity Anne's Love Affair - A Soul Astray - Footprints of Mozart - Metamorphosis - Mein Lieber Katrina - The Unmasking - Mein Lieber Katrina Catches a Convict - The Lure of the Sawdust - A Man's Way - Does It End Right? - The Butterfly - Their Worldly Goods - This Is th' Life - The Song of the Sea Shell - Damaged Goods - The Wrong Birds - Lola - The Mirror - The Redemption of a Pal - Jail Birds - The Final Impulse - A Slice of Life - Old Enough to Be Her Grandpa - In the Candlelight - The Archeologist - The Beggar Child - In Tune - When a Woman Waits | - Restitution - Refining Fires - The Wily Chaperon - In the Twilight - She Never Knew - Heart of Flame - Competition - Ancestry - In the Sunlight - A Touch of Love - The Day of Reckoning - She Walketh Alone - Wife Wanted - The Diamond from the Sky .... Vivian Marston - The Resolve - The Barren Gain - Curly - Sequel to the Diamond from the Sky ... - The Thoroughbred.... Angela Earle - The Smugglers of Santa Cruz - The Craving .... Roby - The Bruiser .... Fen Bernham - Soul Mates .... Muriel Carr - The Highest Bid .... Elsie Burleigh - The Strength of Donald McKenzie .... Mab el Condón - The Man Who Would Not Die .... Agnes - The Torch Bearer .... Janet Dare - The Love Hermit .... Marie Bolton - Lone Star .... Helen Mattes The Twinkler .... Rose Burke - Up Romance Road (1918) .... Marta Millbanke - Hearts or Diamonds? (1918) .... Adrienne Gascoyne - Man's Desire.... Vera Patton - Polly of the Storm Country .... Evelyn Robertson |